# إدوارد موريس (مؤرخ الفن)
إدوارد موريس (بالإنجليزية: Edward Morris)‏ هو مؤرخ الفن بريطاني، ولد في 10 أغسطس 1940، وتوفي في 29 مايو 2016.